# Gunnar Sköld
Alf Gunnar Sköld (Västerås, 24 settembre 1894 – Västerås, 24 giugno 1971) è stato un ciclista su strada svedese.

## Palmarès
- 1921 (dilettanti)

Campionati del mondo, Prova in linea

## Piazzamenti

### Competizioni mondiali
- Campionati del mondo

Copenaghen 1921 - In linea Dilettanti: vincitore
- Giochi olimpici

Parigi 1924 - Corsa a squadre: 3º
Parigi 1924 - Individuale: 4º